# Tadeusz Chrostowski

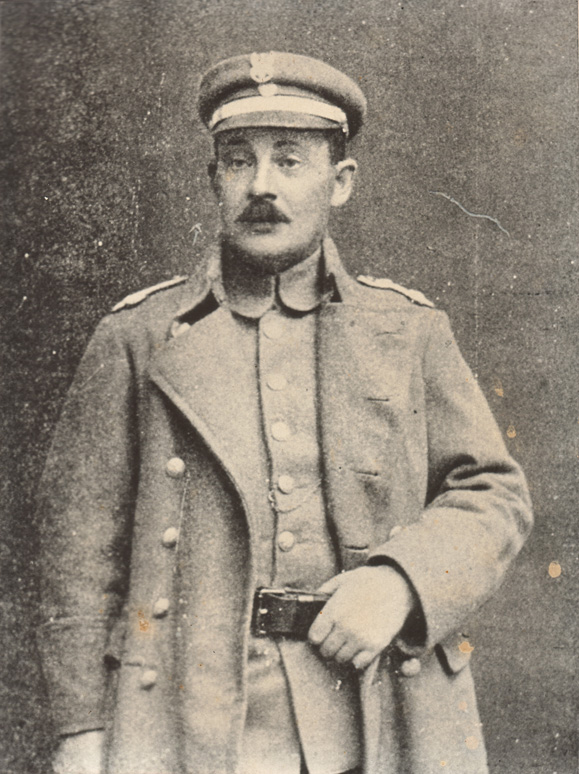
Tadeusz Chrostowski

Tadeusz Chrostowski (Kamionka, Polônia 25 de outubro de 1878 - Parque Nacional do Iguaçu, Paraná 4 de abril de 1923) foi um naturalista polonês, considerado Patrono da Ornitologia no Paraná.

## Biografia e vida acadêmica
Tadeusz Chrostowski mostrava, desde a infância, um grande interesse na observação de todas as formas de vida ao seu alcance, tendo como especial predileção a Ornitologia, ciência que o consagraria posteriormente no panorama científico europeu. 
Tendo adentrado a Universidade de Moscou, Chrostowski frequentou o curso de Físico-Matemática a fim de obter o seu bacharelado, mas, por motivos vários, acabou não o tendo concluído. Naquela época, teria participado ativamente do movimento estudantil liberal de conspiração contra o tzar. Por esse motivo, foi deportado, logo no segundo ano de faculdade, para a região do baixo Rio Obi, no norte da Sibéria, exílio que lhe durou 3 anos. Durante a ocupação russa da Polônia, os ativistas políticos eram deportados por tempo indeterminado para a Sibéria ou forçados a emigrar, dentre outros lugares para a América do Sul. Dentre os revolucionários era comum a presença de cientistas, os quais chegavam a prosseguir suas pesquisas nas terras geladas russas, muitas vezes com financiamento da própria família Branicki. Em 1903, iniciou no curso de Farmácia da Universidade de Carcóvia, no leste da Ucrânia. Uma vez deflagrada a Guerra Russo-japonesa (1904-1905), Chrostowski foi designado para o cargo de chefe de companhia na Manchúria, precisando, mais uma vez interromper sua formação acadêmica. Logo depois de livre desse encargo, com o fim da guerra, dedicou-se afinal ao estudo mais detalhado das ciências naturais, dividindo seu tempo com obrigações que lhes proporcionavam sustento.

## Planos de viagem
Voltando à Polônia, no ano de 1907, iniciou a programação de uma expedição à América do Sul, continente que o atraía muito pela maravilhosa riqueza de fauna. Espelhava-se no naturalista polonês Konstanty Jelski que, em meados do Século XIX, realizou uma grande expedição à Amazônia, ainda que sob as duras privações decorrentes da Revolução Polonesa de 1863. Admirava também o trabalho de Jan Sztolcman, Jan Warszawiecz, Jan Kalinowski e Witold Szyslo, alguns dos expoentes da Zoologia na Polônia do início do século. Mas algo o frustrava: considerava inaceitável publicar seus estudos em língua russa, pois acreditava que estaria concordando tacitamente com a ocupação de sua terra natal. 
Ademais, o que seria o centro da intelectualidade em História Natural - o Zoological Cabinet - ficou, entre 1889 e 1915, inteiramente entregue às mãos de professores que, ao invés de promover o desenvolvimento científico da instituição, se utilizavam do acervo como material didático para suas aulas na Universidade de Varsóvia (Kazubski, 1996). 

## Duas viagens ao Paraná

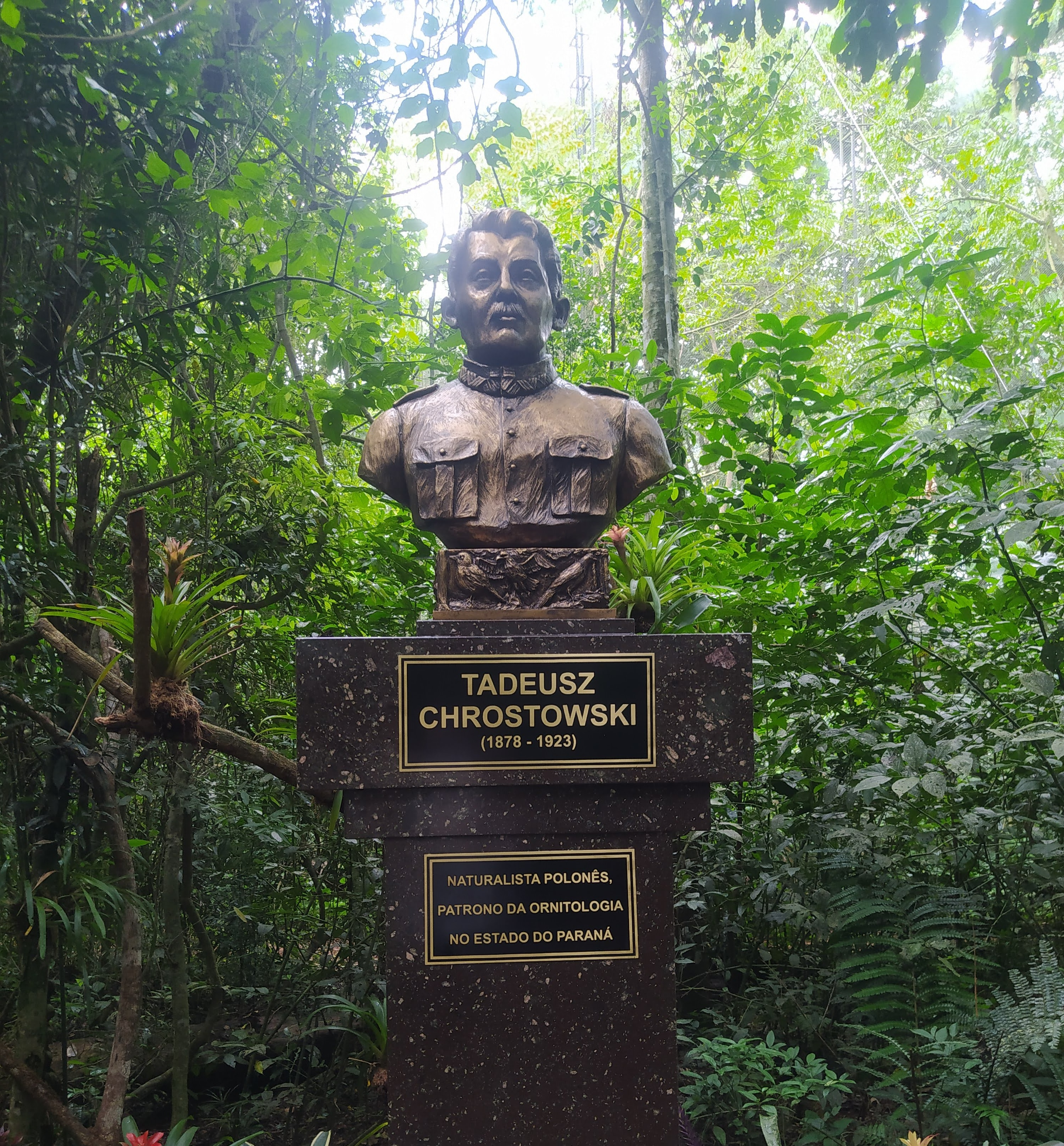
Busto de Tadeusz Chrostowski no Parque das Aves, em Foz do Iguaçu

Foi nesse panorama que, em 1910, Chrostowski rumou ao Paraná, instalando-se como colono imigrante na Colônia Vera Guarani. No lote de terreno recebido do governo brasileiro, construiu um rancho de tábuas lascadas de pinheiro, fez um cercado, plantou roça e construiu um apiário. Aos domingos e nas horas possíveis, fazia incursões no sertão do médio Rio Iguaçu e trazia espécimes da fauna paranaense. Após quase um ano percebeu que eram inconciliáveis as atividades de agricultor e cientista: optou pela ciência, mas teria forçosamente de retornar à Polônia para cumprir esse desígnio. 
Em 1911 retornou a Varsóvia com uma apreciável coleção de amostras e o propósito de analisar o material coligido e publicar seus resultados. Graças a isso é que surgiu, portanto, a primeira publicação científica dedicada exclusivamente às aves do Paraná: Kolekcya ornitológiczna ptaków paranskich, redigida em polonês e com um razoável sumário em francês. Essa obra, publicada pelo Sprawozdania Warszawskie Towarzystwo Naukowe  em Varsóvia, acabou por se tornar extremamente rara, com pouquíssimos exemplares, ainda que cópias, em bibliotecas brasileiras. Adicionalmente colaborou com outros três artigos (um datado de 1911, dois de 1912), com descrições sobre a imigração polonesa no sul do Brasil.
Seu desejo de voltar ao Paraná era então iminente, mas o apoio institucional foi vetado pelo governo russo. Assim, apenas mediante subsídio do curador da coleção ornitológica do Zoologischen Staatssammlung München (Museu de Zoologia de Munique, Alemanha), Charles Hellmayr, pôde realizar outra viagem a esse estado, comprometendo-se a ceder os espécimes em duplicata àquela instituição. 
Tal expedição, iniciada em 1913, pouco durou, em decorrência dos rumores da primeira grande guerra, que o obrigou a retornar à Polônia, após ter tido conhecimento da formação de um exército polonês de resistência. Ao tentar voltar, pela Suécia, acabou descoberto na fronteira e incorporado ao exército czarista.
Após a confusão ocorrida com a revolução de 1917, desertou do exército russo e, no ano seguinte refugiou-se em São Petersburgo. Sob essas condições, Chrostowski obrigou-se a assumir uma identidade falsa, sendo então, convidado por Valentin Bianchi (curador de aves do Museu Zoológico da Academia de Ciências de Petrogrado), a estudar as espécies neotropicais ali depositadas. Foi um período de duras privações, fome e medo; afinal, por um lado ele era um polonês em pleno território russo e, por outro, não deixava de ser visto como oficial do exército imperial.
Assim conseguiu realizar uma ampla e abrangente revisão, com o propósito de divulgar o material-tipo e o trabalho descritivo do Barão F.H.von Kittlitz, conhecido pelos resultados zoológicos que obteve na costa do Chile, durante a expedição de circum-navegação a bordo da corveta Sieniawin (1826-1829), e da coleção de exemplares de Minas Gerais e Rio de Janeiro trazida por Emile Ménétriès, o mais importante zoólogo da famosa Expedição Langsdorff. 
Concluído seu relatório, no ano seguinte,  entregou-o à administração do referido museu, com a finalidade de vê-lo impresso pela própria instituição. Tendo esperado vários anos por sua publicação, o autor preferiu submetê-lo ao Annales Zoologici Musei Polonici Historiae Naturalis, tendo sido impresso em 1921, sob o título de Sur les types d'oiseaux néotropicaux du Musée Zoologique de l'Academie des Sciences de Pétrograde. Esse estudo, baseado em obras já naquela época consideradas raras e nos respectivos espécimes foi, por certo, a primeira revisão detalhada deste acervo, de interesse ornitológico até os dias de hoje.
Em 1919, pesquisadores competentes enfim voltam a figurar no staff científico do Zoological Cabinet de Varsóvia. Os tempos de produtividade estariam de volta e colocavam fim à estagnação imposta por burocratas russos. Aparece Janusz Domaniewski como curador e voltam Dybowski e Siedlecki. Em 24 de setembro, foi criado o Museu Nacional de História Natural, absorvendo, dentre outras seções, o Zoological Cabinet e a magnífica biblioteca do Museu Branicki. O seu primeiro diretor foi o famoso malacólogo (cirurgião do exército por profissão) Antoni Jozéf Wagner, auxiliado pelo também conhecido Jan Sztolcman. Era um importante passo para o renascimento da pesquisa zoológica na Polônia. 
Dois anos depois, ao fim da guerra, outro episódio foi marcante. Chrostowski acabou contratado como curador de aves neotropicais do Museu. Como consequência, passou a dedicar seu tempo ao estudo das coleções sul-americanas de Varsóvia, em especial aquelas obtidas por Konstanty Jelski, Jan Sztolcman, Jan Kalinowski, Jozéf Siemiradzki e outros, bem como para organização de suas anotações. 
Espécies de aves de grande interesse científico na época e, que foram fartamente observadas e colhidas por Chrostowski nas duas expedições que fizera ao Paraná passaram, então, a ser seu objeto de estudo. Assim surgiu o On some rare or little known species of South American birds (1921). Adicionalmente, suas notas de campo acabaram sendo publicadas em um livro de 237 páginas intitulado Parana: : wspomnienia z pdrózy w roku 1914 (1922). Parte de seu tempo, enquanto curador da coleção, usou no árduo, e até certo ponto ingrato, ofício da organização e conservação do acervo de Varsóvia. Uma de suas atividades incluía o arranjo das vitrines da exposição e o armazenamento adequado de exemplares raros, protegendo-os das pragas e exposição da luz.

## Terceira viagem ao Paraná
Mudanças políticas, no início da década de 20, movimentaram a Polônia. Imediatamente após a sua independência, dada em 1921, surgiu novamente em nosso biografado, o interesse de voltar ao Brasil. Ele preparou, então, uma nova e ambiciosa viagem, que cortasse todo o Estado amostrando-o de forma abrangente e proveitosa. 
Assim, dirige-se aos colegas Tadeusz Jaczewski (professor de Zoologia da Universidade de Varsóvia) e Stanislaw Borécki (técnico em taxidermia do museu de Varsóvia) e, com o patrocínio do governo polonês mais uma pequena colaboração de vários naturalistas do Museu de Varsóvia, pôde levar a efeito seu projeto. A princípio, o novo governo polonês negou-lhes financiamento; era tempo de grande inflação e falta aguda de divisas. Obstinado, Chrostowski consegue comprometer seu salário dos dois anos seguintes e, por intermédio de Jaczewski, surge uma mísera quantia de 75000 marcos provinda do Ministério dos Problemas Religiosos e Culturais e as passagens marítimas de ida e volta, pelo governo polonês.
Segundo Jaczewski, o maior problema para a organização da expedição não era o financiamento e sim as pressões que tinham de suportar a fim de que se dedicassem às pesquisas na Polônia. A essas colocações, Chrostowski respondia que a ciência não permite riscar fronteiras territoriais. Mas reconhecia que a escolha do Paraná como campo de seus estudos prendia-se ao fato de que nesse território havia uma acentuada colonização polonesa. 
Partiram, afinal, os três viajantes, deixando a Polônia em 4 de dezembro de 1921 e chegando ao Brasil, no Rio de Janeiro, exatos dois meses depois. Por via férrea, através da então conhecida Estrada de Ferro São Paulo-Rio Grande, atingiram Mallet, no centro-sul paranaense, em 2 de fevereiro daquele ano. 
Dali seguiram, alternando viagens por terra, em automóveis e lombo de cavalo e burro, e por água, usando-se de pequenas embarcações de madeiras de lei maciças. O trajeto final percorrido somou quase 2000 quilômetros, tendo sido visitadas uma impressionante área, desde o sul do Paraná até as terras então inóspitas do vale dos rios Ivaí e Iguaçu. Foi uma viagem que cortou o Paraná de leste a oeste e de norte a sul, concluindo-se em Paranaguá em 13 de outubro de 1923.
Após a chegada à localidade de Pinheirinhos, todos os integrantes da equipe forçaram-se a uma parada, visto terem contraído malária, enfermidade que, na época, ceifava vidas nas áreas tropicais e subtropicais do Brasil. Em Chrostowski, a doença ficou agravada por uma forte pneumonia de difícil cura devido ao estado exausto que se encontrava seu organismo. Não obstante os esforços de Jaczewski de procurar auxílio médico, Chrostowski faleceu em 4 de abril de 1923, no local onde adoecera. Seguindo a tradição da época, foi enterrado nas proximidades da sede da vila, às margens do caminho conhecido por estrada velha de Guarapuava que ligava Foz do Iguaçu a Guarapuava. Por coincidência, seu jazigo originalmente localizou-se no que hoje é o Parque Nacional do Iguaçu, um justo descanso para um dos primeiros cientistas a estudar a fauna paranaense. 
Chrostowski considerava a morte como um atributo natural do viajante que se arriscava em prol da ciência em terras distantes; como que uma previsão em seus projetos de pesquisa e ansiedades de vida. A possibilidade de morte de qualquer um dos componentes da expedição foi sempre levada em conta pelo seu chefe. Seu jazigo, originalmente humilde como foram seus próprios hábitos, recebeu em 1934, um monumento em pedra, encimado por uma cruz de cedro, como homenagem da comunidade polono-brasileira; consta nele haver uma placa de bronze como parte dessa iniciativa. 
A partir de 1993, seu legado passou a ser divulgado adequadamente em tratados de Ornitologia e História da Zoologia em geral. No mesmo ano foi cognominado Patrono da Ornitologia do Paraná. 

## Chrostowski como precursor da Ornitologia de campo
Apesar do grande esforço de documentação verificado nas expedições ornitológicas dedicadas ao Paraná desde o Século XIX, a maior parte delas manteve o simples objetivo de obter espécimens para museus e assim, portanto, eram descompromissadas de qualquer interesse em outro campo investigativo. 
É exatamente nesse ponto que o trabalho de Chrostowski diverge de todos os demais. Preocupado com minúcias biológicas das aves, que obtinha mediante demoradas observações de seus hábitos alimentares, vocais e reprodutivos, o naturalista expressava nitidamente seu interesse de publicar, ele mesmo, os seus resultados colhidos no Paraná. 
Pode-se creditar a Chrostowski, ainda, as primeiras informações confiáveis sobre o dimorfismo sexual, bem como notas sobre o colorido do bico, íris e pernas e dados sobre alimentação e vocalização de algumas espécies antes apenas conhecidas por múmias de museu. Foi, por certo, o primeiro a notar a afinidade de um pássaro, chamado grimpeirinho (Leptasthenura setaria) com os pinheiros, com os quais parece manter uma relação ecológica restritiva. Igualmente pode-se dizer sobre os hábitos, vocalização e tipos de ambientes usados por diversas aves de distribuição confinada ao sul do Brasil.
Essa inclinação pela observação é notada claramente em um de seus artigos, que inclusive torna saliente o uso de dados nada tradicionais para a época, em sua concepção classificatória. Distinguia espécies muito parecidas não somente pelo colorido da plumagem, mas com igual critério, e pioneiramente, pelo canto, hábitos e hábitat preferencial.